# Desperate Characters
Desperate Characters è un film del 1971 diretto da Frank D. Gilroy.